# 芬兰人民代表团

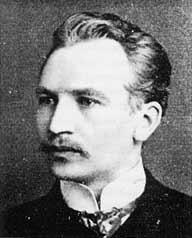
芬兰人民代表团主席库勒沃·曼纳

芬兰人民代表团（芬蘭語：Suomen kansanvaltuuskunta）是芬兰内战时由芬兰社会民主党的一些党员组建的红色芬兰的政府机构。代表团的主席为芬兰议会前议长库勒沃·曼纳。
人民代表团在内战初期取代了佩尔·埃温德·斯温胡武德第一届内阁和议会，之后根据其劳工运动的政策而通过法律和法规来有控制地进行社会改革。另外还有一个议会性质的工人总理事会，但其在红色政权中的角色不大。人民代表团的一个最有雄心的立法任务是提议以民主为基础的新宪法。然而这个任务在内战中不可能实施，而进程却朝着相反的方向发展。
苏俄是唯一承认人民代表团为芬兰合法政府的国家。在内战后期的1918年4月初，人民代表团从赫尔辛基迁至维堡，最终其成员逃亡至彼得格勒。